# La Ferrière-au-Doyen (Orne)
La Ferrière-au-Doyen ist eine französische Gemeinde mit 156 Einwohnern (Stand: 1. Januar 2022) im Département Orne in der Region Normandie. Sie gehört zum Arrondissement Mortagne-au-Perche und zum Kanton Tourouvre au Perche. 
Nachbargemeinden sind Sainte-Gauburge-Sainte-Colombe im Nordwesten, Le Ménil-Bérard im Norden, Auguaise im Nordosten, Les Aspres und Bonnefoi im Osten, Bonsmoulins im Südosten, Saint-Aquilin-de-Corbion im Süden, Moulins-la-Marche im Südwesten und Mahéru im Westen.

## Bevölkerungsentwicklung
| Jahr      | 1962 | 1968 | 1975 | 1982 | 1990 | 1999 | 2008 | 2015 |
| --------- | ---- | ---- | ---- | ---- | ---- | ---- | ---- | ---- |
| Einwohner | 241  | 202  | 193  | 202  | 197  | 214  | 200  | 176  |